# アッコ包囲戦 (1189年-1191年)
アッコ包囲戦（アッコほういせん、英語: Seige of Acre 1189-1191）とは、1189年8月、イェルサレム王国国王であるギー・ド・リュジニャン率いる十字軍と創始者サラーフッディーン（サラディン）率いるアイユーブ朝との間で起きた戦い。この戦闘はヒッティーンの戦いでサラディンに大敗したギーがイスラム教徒に反撃したことで起きた戦いであり、のちに行われた第三回十字軍において非常に大きな意味を持った。この包囲戦で十字軍がイスラムに勝利し、サラディンの早期に十字軍国家を壊滅させる計画は失敗することとなった。

## 背景

1190年、地中海東側における第三回十字軍の進軍経路・拠点

戦場の舞台となったアッコの港はハイファ半島の湾内に存在した。アッコ市の東部にあった町の古い部分には開けた海に守られた港があり、町の西側と南側は強固な防壁に守られていた。また半島自体は二重の防壁と防御塔で防衛されていた。またアッコはサラディン配下の守備兵数千によって守られており、イスラム側の兵站基地・戦術的な結節点としての役割を担っていたことから非常に重要な地点であった。
その頃アッコ近郊には、かつてハッティーンの戦いでサラディンに散々に打ち負かされ自国イェルサレム王国の大半を奪われてしまった国王ギー・ド・リュジニャンが、残存していたキリスト教軍（7,000〜9,000の歩兵部隊と400〜700騎の騎士からなる）を率いてうろついていた。本国の多くを失い、多くの騎士を失ったギーは、ヨーロッパからレバントにやってくる多勢のキリスト教徒の軍勢（＝十字軍）を配下に従え、兵力を増やしていたのだった。
戦闘序盤、ギーはアッコの城壁に攻撃を仕掛け、アッコ守備兵を驚かし戦意を喪失させようとしたものの失敗し、アッコ城壁の外に陣を張り、ヨーロッパから来訪し始めていたキリスト教徒の援軍を待つことにした。まず初めにデーン人とフリジア人らの艦隊が到着し、先に本国に撤退していたシチリア王国の艦隊らと交代した（シチリア王ウィリアム2世が亡くなったことによる）。これに続いて、ジャック1世・ダヴェーヌやバル伯アンリ1世、ドルー伯ロベール2世やその弟でありボーヴェ司教のフィリップらが率いるフランス人・フランドル人らの軍団や、テューリンゲン方伯ルートヴィヒ3世やゲルデルン公オットー1世らが率いるドイツ人らの軍団、またラヴェンナ大司教やヴェローナ司教らが率いるイタリア人らの軍団が続々と集結した。またルートヴィヒ3世は彼の母の従兄弟であるモンフェッラート侯コンラート1世を説得し十字軍を派遣させることに成功し、キリキア王レヴォン2世もアルメニア人部隊を率いて参戦し、この包囲戦に一役買った。十字軍の再集結を聞きつけたサラディンは配下の軍勢を集めてアッコに進軍し、9月10日、ギーの野営地を襲撃したが、失敗に終わった。

## アッコの戦い
10月4日、サラディン率いるイスラム軍はアッコ市の東側に移動し、ギーの野営地の前に立ちはだかった。ギー率いる十字軍は9月の終わりまでに、歩兵部隊30,000、騎馬隊2,000にまで膨れ上がっており、最低でも102隻のキリスト教徒の艦隊が海からアッコ市を包囲していたとされる。一方イスラム軍は、エジプト、トルキスタン、そしてメソポタミアからの軍勢で構成されていた。
イスラム軍は街の東側に陣取り、半円状に広がって布陣して十字軍を待ち受けた。十字軍はそれに向かい合って二列に布陣。1列目には軽装のクロスボウ兵、2列目には重装騎兵が隊列を組んだ。アルスフの戦い以降、十字軍は体系だった作戦をもとに遠征を進めていたのだが、この戦いは、イスラム軍左翼部隊とテンプル騎士団が互いに指揮系統を外れて勝手に戦闘を始めたことで幕が下された。十字軍の攻撃は成功し、イスラム軍は他の部隊から右翼部隊に援軍を差し向けなければならなくなった。十字軍は白兵戦の準備をしたクロスボウ兵からなる中翼部隊をそのまま前進させ、大した抵抗を受けることもなく、サラディン軍を敗走させることに成功した。
　しかし十字軍は広い戦場のあちらこちらでムスリム軍を追撃しており、兵は分散してしまっていた。それを見つけたサラディンは敗走している自軍を再び集めてその中の軽装騎兵を、戦闘が一段落して戦利品と共に野営地に引き上げている十字軍に差し向け、逆に攻めかかった。打ち破ったはずのムスリム軍に背後から攻めかけられた十字軍兵士は混乱してまともな抵抗ができず、ムスリム騎兵は十字軍左翼から新手の部隊が救援に来るまで、逃げ惑う十字軍兵を殺戮し続けた。ギーはこの状況を打破すべく、野営地にてアッコン市に籠るムスリム守備兵の備えとして残されていた部隊を十字軍団の戦列に援軍として加えた。それを市内から見ていたムスリム守備隊は、十字軍の野営地が無防備であることを見抜き、城内から打って出て、十字軍左翼部隊に背後から攻撃を仕掛けた。彼らは十字軍の左翼に陣を構えていたテンプル騎士団らに襲いかかり、多くの損害を十字軍に与えた。テンプル騎士団総長ジェラール・ド・リドフォールらは戦死し、コンラートもギーの救援が必要となったほどだった。戦闘の終盤、十字軍はムスリム軍を追い払うことができたが、十字軍側の損害はひどく、4,000・5,000〜10,000人が倒されたとされている。しかしサラディン側としても、この戦闘だけで十字軍を追い出すことはできず、完全な勝利とはいえないものとなった。

## 二重包囲戦
秋の間にヨーロッパからさらに多くの十字軍団がアッコンに集結したことで、ギーはアッコンを海上からだけではなく、陸上からも包囲することができた。そんな中、ヨーロッパからフリードリヒ1世が来訪し、十字軍団を沸かせた。しかし皇帝の来訪は十字軍の戦意を高めただけではなく、サラディンに危機感を抱かせることにもなった。サラディンは諸国から増援を集め、アッコンを包囲する十字軍とそれの野営地を共に取り囲もうとした。
10月3日、ムスリムのガレー船50隻がアッコンに進撃し、市を海上から包囲してた十字軍の艦隊を打ち破りアッコンに入城。アッコンを守備するムスリム部隊に対して、10,000人の増援部隊に加えて食糧や武器などを補充した。12月7日、サラディン配下のエジプト艦隊がアッコンに現れ、アッコン市の港と、港につながる街道を抑えた。1190年3月の天気の良い日、コンラートは自身の艦隊を率いてティルスに向かい、補給品を携えて時を置かずにアッコンの陣に戻った。この補給品のおかげで、十字軍は沿岸のエジプト艦隊に対して海岸沿いから良く対抗することができた。コンラートの補給品の中には攻城兵器の材料となる木材などがあり、これをもとに攻城兵器を製造した。しかしながら、これらの兵器は5月にアッコン市を攻めた時に破壊された。
5月20日、前々から自身の兵力を増強し続けてきたサラディンは十字軍の野営地を襲撃した。この攻撃は8日続いたが十字軍に撃退された。6月25日、指揮官の命令に背いた十字軍兵士が、突如サラディン軍の右翼部隊に攻撃を仕掛けた。この無計画な突撃は失敗に終わった。そうこうしているうちに、十字軍に新たな援軍が現れた。シャンパーニュ伯アンリ2世やブロワ伯ティボー5世、サンセール伯エティエンヌ1世やクレルモン伯ラウール1世、ブザンソン大司教やブロワ司教、そしてトゥール司教らが率いるフランク人部隊がまず最初に到着し、また9月の頭には、6月10日にキリキアのサレフ川にて進軍中に溺死したローマ皇帝に変わって、彼が率いていたドイツ人部隊の残存兵を率いてシュヴァーベン大公フリードリヒ6世が続いて着陣。その後間をおかずにカンタベリー大司教率いるイングランド人部隊も到着した。そして10月にはバル伯が着陣し、十字軍はその地域の大都市であるハイファを奪取した。このおかげで十字軍の野営地に豊富な食糧が供給されるようになった。
しかし、街・野営地での暮らしは、共にサラディンに徹底的に包囲されていたことからあっという間に悪化した。食糧の供給は滞り始め、水は兵士・動物の死骸で汚染され、衛生環境が悪化したことで伝染病がすぐに蔓延し始めた。そして十字軍を率いていた貴族の1人であるテューリンゲン方伯ルートヴィヒ3世はマラリアに感染し、新たなフランク部隊の到着と入れ替わりで療養のためにフランスに帰国を開始。しかしフランスにたどり着く前の10月16日、キプロスにて死去した。6月後半から10月のある時点で、ギーの妻でありエルサレム王国女王シビーユが2人の子供を産んですぐに死去。エルサレム王の王位継承権はシビーユにあったためにギーは彼女の死去と共に正統な王位継承権を失い、シビーユの王位は彼女の妹であるイザベルに継がれることになっていた。しかしギーはイザベルにエルサレム王位を引き渡すことを拒んだ。
エルサレム王国の貴族たちは、これを機にギーから離反し、コンラートとイザベルを結婚させようとした。しかし、イザベラは既婚者であり（夫はオンフロワ4世・ド・トロン）、コンラートも1187年にティルスに到着する数週間前にビザンツ皇女と結婚しており、別離状態が続く中で離婚が成立していたのか否か微妙なところであった。しかもイザベルの姉シビーユの最初の夫はコンラートの兄グリエルモであった。それゆえ、コンラートとイザベルの結婚は教会法上で近親婚と見なされ認められないはずだった。この頃エルサレム総大司教ヘラクリウスが病に倒れ、彼が代理に任じたカンタベリー大司教ボールドウィン・オブ・エクセターも11月19日に急死した。そのためピサ大司教ウバルド・ランフランキとボーヴェ司教フィリップが教皇特使として派遣されてきて、11月24日にイザベルとオンフロワ4世の離婚を承認した。コンラートはイザベルを連れてティルスに引き上げたが、ギーはなお王位を主張し続けた。結局このエルサレム王位継承問題は、1192年に選挙が実施されるまで長引くことになる。

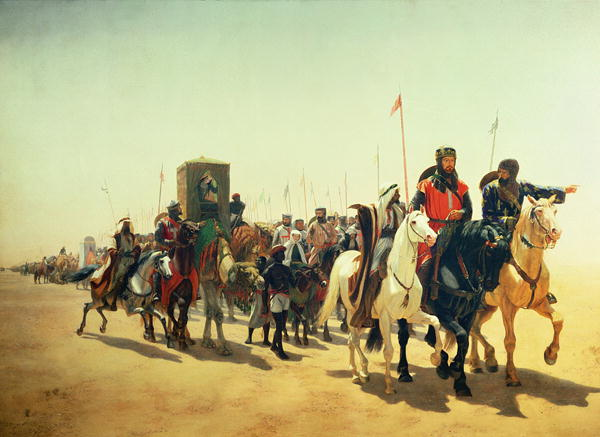
『エルサレムに進軍するリチャード1世 』, ジェームズ・ウィリアム・グラス作 (1850年)

サラディンの軍勢をこの上ないほどに増えて周辺地域を抑えてしまったことから、ヨーロッパからやってくる十字軍は陸路でアッコンに向かうことができなくなってしまった。また冬が近づいてきていたことから海路での補給物資や援軍の供給ができなくなり始めていた。1190年から1191年の冬にはアッコンに駐在するムスリム守備兵が20,000にまで増加していた。この頃、十字軍の野営地では多くの指揮官が伝染病で命を落とし始めていた。1191年2月20日、ブロワ伯ティボー5世とシュヴァーベン大公ルートヴィヒ6世が野営地で死去し、シャンパーニュ伯アンリ2世は数週間の間闘病生活を送った。地元の司教も病に倒れた。
12月31日、十字軍はアッコンの城壁を攻撃したが失敗し、1月6日、城壁の一部が崩れたことを受けて再び十字軍は街を攻撃しようと試みた。そして2月13日、サラディンは街を包囲する十字軍の戦列の一部を打ち破りアッコンに新手の守備隊を送り込むことに成功した。コンラートは海側からアッコンを攻撃しようと試みたが、向かい風や浅瀬の岩場などにより十分に港に近づけず、思うように損害を与えることは出来なかった。しかしながら、3月、天気の良い日に野営地付近の海辺で十字軍は補給品を荷揚げすることができ、また、ヨーロッパからレオポルト5世がアッコンに着陣したことも受け、十字軍遠征は継続されることとなった。レオポルト5世は今後の十字軍の指揮を取ることになった。またこの頃、サラディンには驚くべき知らせが届いていた。イングランド王リチャード1世とフランス王フィリップ2世がエルサレム奪還を目指して進軍しており、サラディンはもはや十字軍を完全に殲滅する機会を逃してしまっていた。